# Thymbra
- Commons
- Wikispecies

Thymbra L. é um gênero botânico da família Lamiaceae

## Espécies
| - Thymbra ambigua - Thymbra calostachya - Thymbra capitata - Thymbra caroliniana - Thymbra cephalota - Thymbra ciliata - Thymbra hirsuta | - Thymbra hirsutissima - Thymbra neurophylla - Thymbra sintenisii - Thymbra spicata - Thymbra verticillata - Thymbra zotas |

- «Lista completa»

## Classificação do gênero
| Sistema | Classificação                        | Referência               |
| ------- | ------------------------------------ | ------------------------ |
| Linné   | Classe Didynamia, ordem Gymnospermia | Species plantarum (1753) |